# Покрашево
Покра́шево (бел. По́крашава; ранее — Покаршев (бел. Покаршаў) — деревня в Слуцком районе Минской области Беларуси. Административный центр Покрашевского сельсовета. Находится в 20 км севернее Слуцка.

## География
Расположена в 18 км на север от Слуцка, в 85 км от Минска. Пролегает дорога Р-23, Н-9475.

## История
Местечко Покрашево существует с 1535 года. Деревня относилась к Греской волости Слуцкого уезда Минской губернии Российской империи. Встречаются также названия Покрышава, Покоршево.
В 1875 году помещиком Михаилом Григорьевичем Покревским был построен винокуренный завод, на котором производилось картофельное вино. Его потребителями были Российская империя и Польша. Вино продавали в бутылках, вёдрах и бочках. Просуществовал спиртзавод до 1959 года, специализируясь исключительно на выпуске спирта. В 1959 году спиртзавод преобразовали в консервно-уксусный завод (сейчас ОАО «Слуцкий уксусный завод» Архивная копия от 11 августа 2014 на Wayback Machine). Около завода установлен памятный камень с табличкой с датой и именами основателей завода. Сохранились старые корпуса завода. Рядом расположена построенная в довоенное время мельница, сейчас внутри ее размещается музей предметов деревенской старины.
После 1917 года в Покрашево был организован зерносовхоз с уклоном в развитие животноводства.
В начале XX века в деревне 54 двора, 306 жителей; поместье — 6 дворов, 57 жителей.
На 1 января 1998 года в Покрашево 226 дворов, 547 жителей.
В деревне установлен памятник (скульптура воина с опущенным автоматом) на братской могиле советских воинов, которые погибли во время Великой Отечественной войны. Среди похороненных Герой Советского Союза Губин Андриан Макарович вместе с шестью воинами-автоматчиками его роты неподалеку от места последнего боя. Его именем названы улицы в Слуцке и деревне Покрашево.

## Транспорт
Доехать со Слуцка до деревни можно на автобусах:

219с — Слуцк АВ — Паликаровка

233с — Слуцк АВ — Озерцы

234с — Слуцк АВ — Вежи

## Население

### Численность
- 2009 год — 374 жителей

### Динамика
- 1999 год — 513 жителей (перепись населения)
- 2009 год — 374 жителей (перепись населения)[5]

## Инфраструктура
- Покрашевский сельский исполнительный комитет
- Сельский клуб
- Магазин "Родны кут"
- Сельская баня
- ОАО «Слуцкий уксусный завод»
- Отделение № 91 ЦБУ №615 филиала №633 АСБ «Беларусбанк» в г. Слуцке
- Покрашевский родник
- Музей старобытных предметов, мельница

## Достопримечательность
- Братская могила —  Историко-культурная ценность Республики Беларусь, шифр 613Д000561.
- Памятник воину.
- Покрашевская криничка на окраине деревни.
- Валун с табличкой на въезде в деревню — дата первого упоминания деревни.
- Музей предметов деревенской старины в довоенном кирпичном здании старой ветряной мельницы. Музей расположен в центре деревни, рядом находится живописный пруд.
- Комплекс зданий бывшей винокурни (1875), где сейчас расположен Слуцкий уксусный завод.

## Галерея

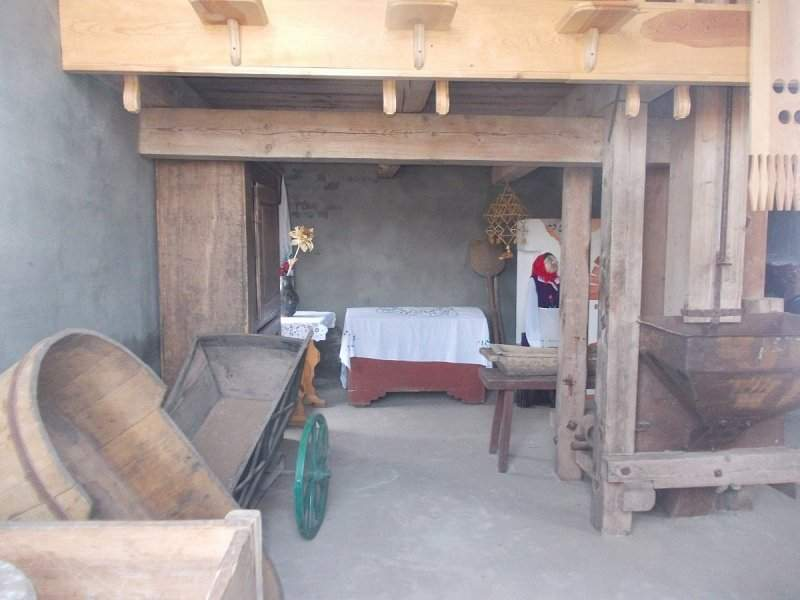
Музей
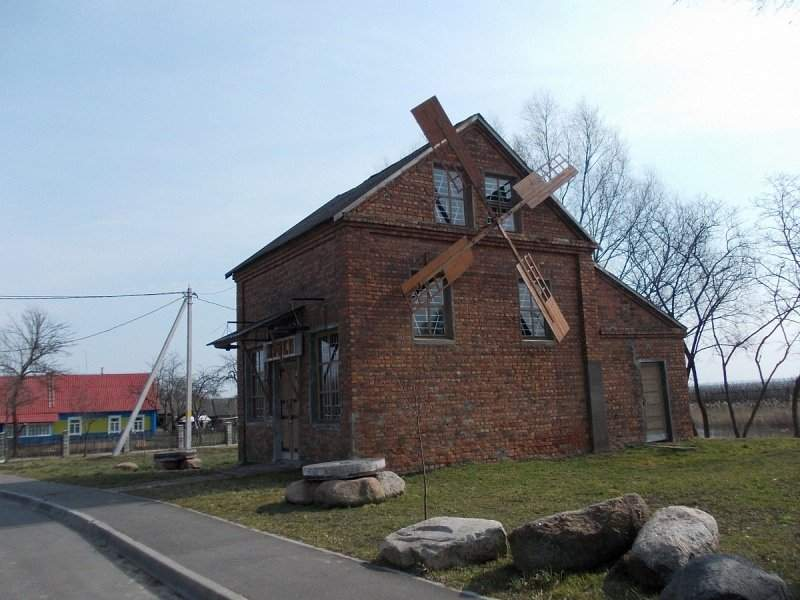
Музей
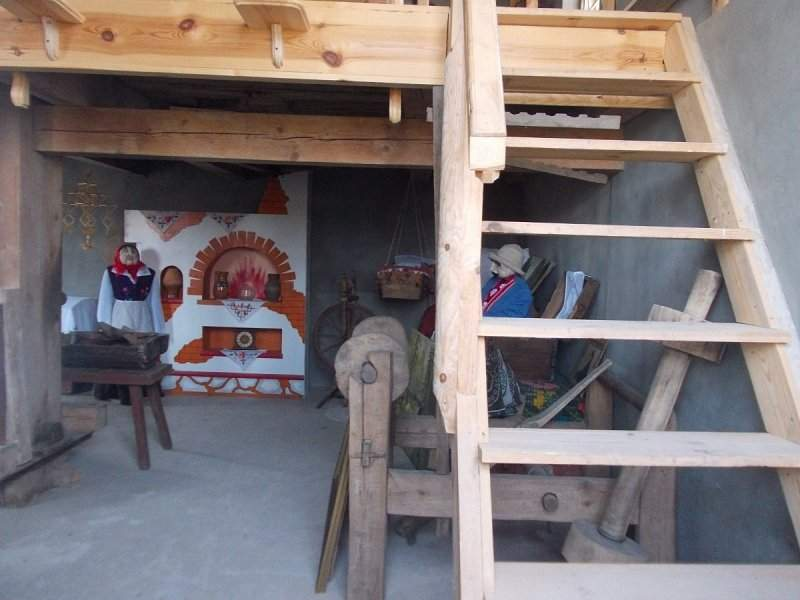
Музей
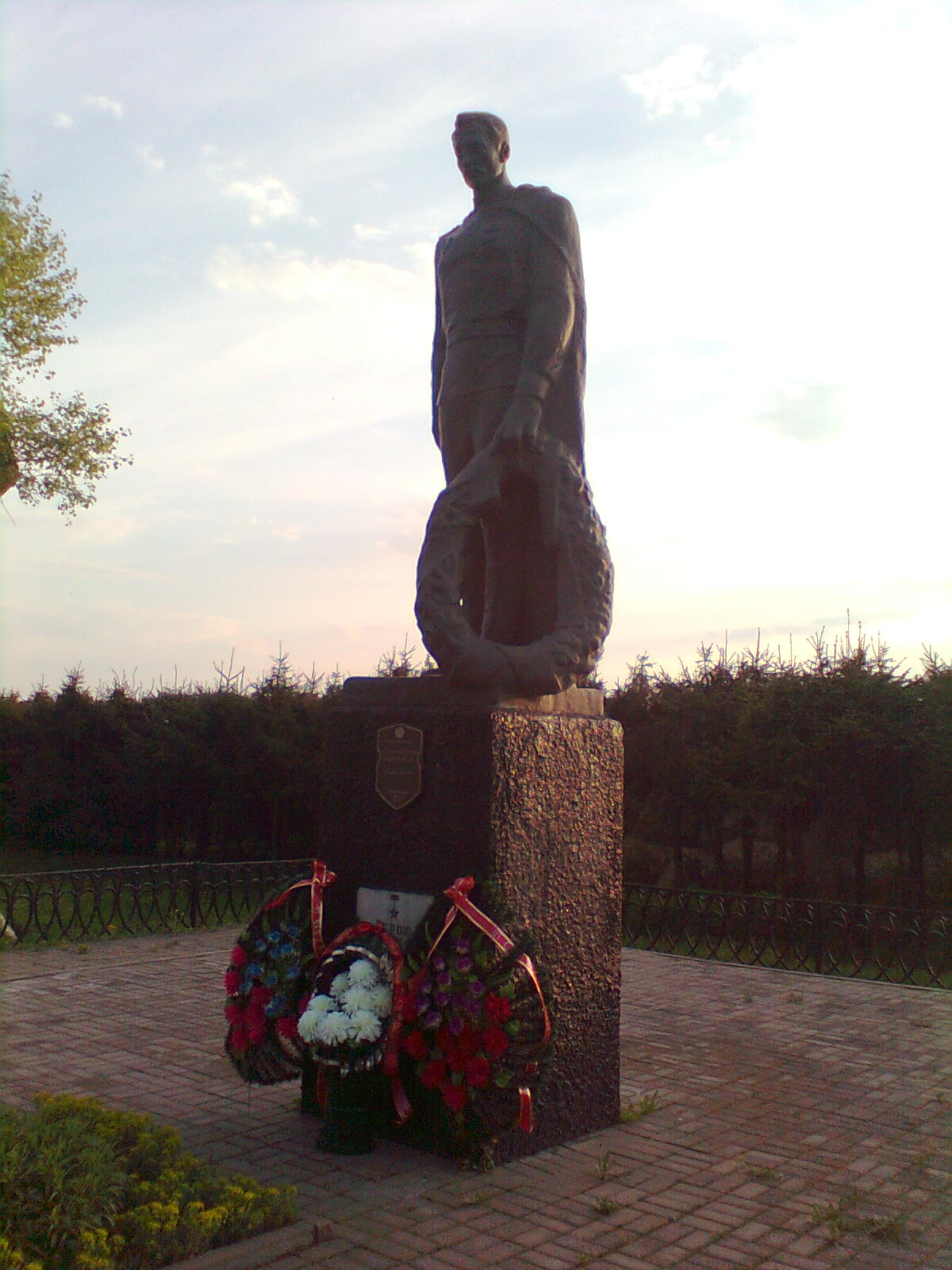
Памятник на братской могиле возле деревни на трассе Минск — Слуцк.
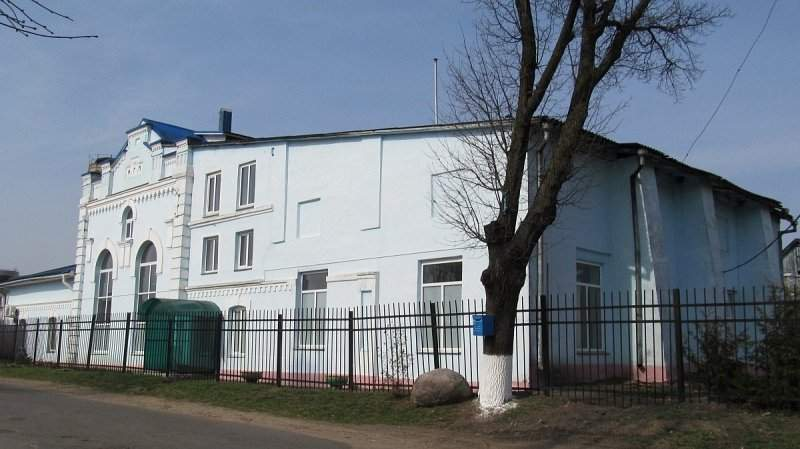
Слуцкий уксусный завод
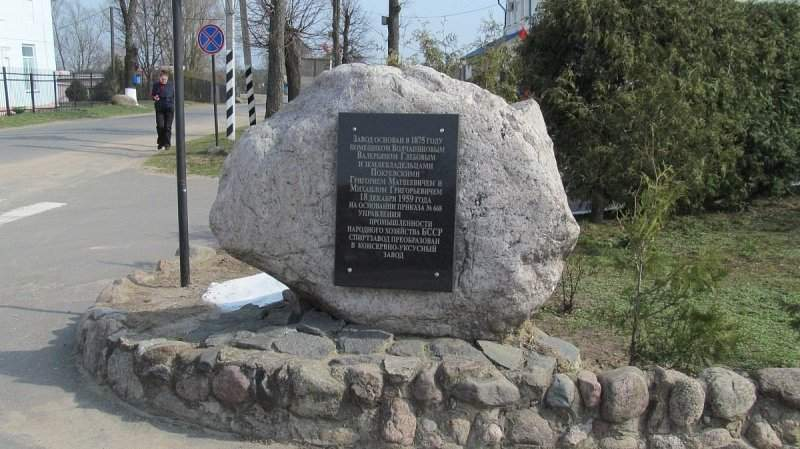
Памятный знак
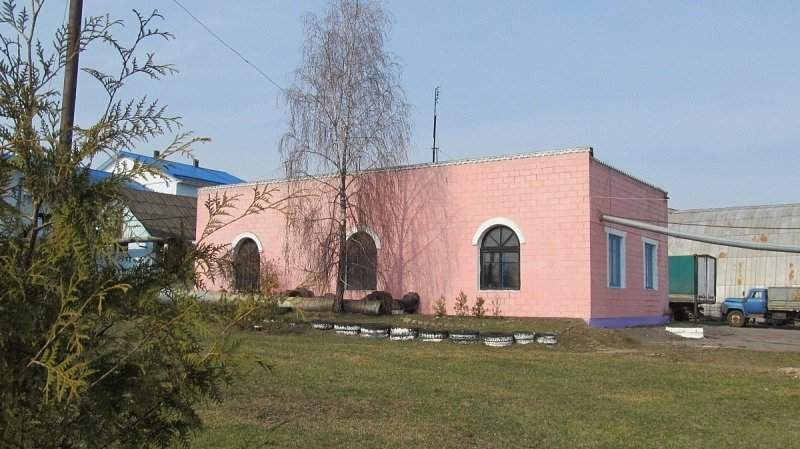
Завод
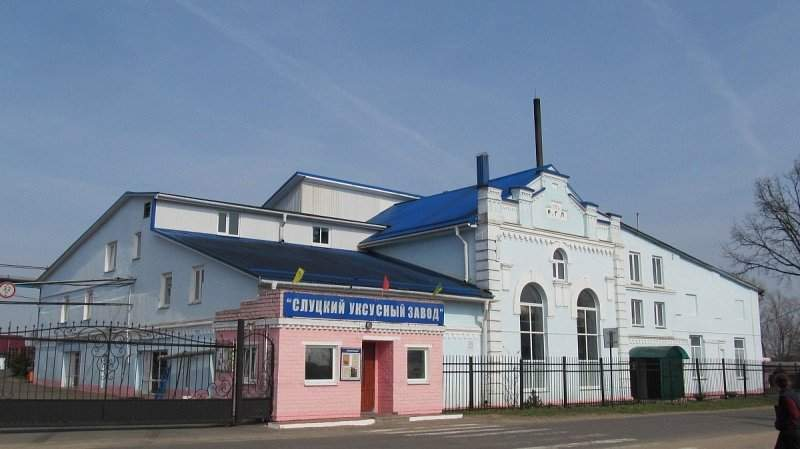
Завод

## Известные лица
- Леонид Шуманский — художник-копиист.